# グウェル
グウェル (Gweru) は、ジンバブエの都市。人口14万人（2013年）。国土のほぼ中央に位置し、ミッドランズ州の州都である。首都ハラレとブラワヨに次ぐ、ジンバブエ第3の都市である。

## 概要
グウェルは1894年にリアンダー・スター・ジェームソンによって建設された、1914年に地方自治体となり、1971年に市制を施行した。1982年には、それまでのグウェロからグウェルへと市名を変更した。グウェルにはソーンヒル空軍基地があり、ジンバブエ軍事博物館やアンテロープ・ゲーム・パークなどの観光施設がある。1928年、植民者の未亡人であるジャン・ボギー夫人は亡き夫を記念して時計塔を建設した。このボギー時計塔は現在でもグウェルのランドマークとなっている。

## 経済
グウェルにはジンバブエ合金のクロム精錬工場やバタ社の製靴工場など、いくつかの工場が立地している。また、グウェル周辺はジンバブエでもっとも優良な畜産地帯であり、牛肉や乳製品の産地となっているため、牛に関連した産業も多く立地し、CSC社の屠畜場やバタ社の皮なめしと皮革の工場などがある。

## 交通
グウェルはハラレとブラワヨを結ぶ鉄道の中間点にある。グウェル南部にはジンバブエ最大のダブカ操車場があり、ジンバブエとモザンビーク、ボツワナ、南アフリカなどの諸国とを結ぶ拠点となっている。

## 住民
グウェルの人口の70%はショナ語を話し、30%はンデベレ語を話す。政治的には野党MDCの拠点のひとつである。